# الدورة الدموية الكبرى
الدورة الدموية الكبرى أو الدورة الجهازية، هي جزء من جهاز القلب والأوعية الدموية والتي تحمل الدم المؤكسد بعيداً عن القلب إلى بقية أنحاء الجسم، وتعيد الدم غير المؤكسد إلى القلب ثانيةً. وهذا هو بعكس ما يحصل في الدورة الدموية الصٌغرى أو المغلقة.
يٌغادرالدم -القادم من الرئة- القلب عن طريق الشريان الأبهر من هناك ينتشر الدم المؤكسد إلى جميع أعضاء الجسم وأنسجته التي تمتص الأوكسجين عَبرَ الشرايين والشٌريينات والأوعية الدموية الشعرية. يتم امتصاص الدم غير المؤكسد عن طريق الأوردة الصغيرة ثم الأوردة الأكبر ثم تنقلها إلى الوريدين الأجوفين الأعلى والأسفل، والتي تصب في الجزء الأيمن من القلب وبذلك تكمل الدورة. بعدها يتم إعادة أكسدة الدم عن طريق ذهابه إلى الرئتين عن طريق الشريان الرئوي والتي تسمى الدورة الدموية الصٌغرى وبعدها ترجع إلى الدورة الدموية الكبرى.
أي إن الدم غير المؤكسد يخرج من القلب ويدخل إلى الرئتين ويأخذ الأوكسجين ويعود إلى القلب، فيخرج الدم المؤكسد من القلب إلى أنحاء الجسم.
أي أن الدم المؤكسد يصل للأذين الأيسر من الرئتين عبر الأوردة الرئوية ثم ينتقل إلى البطين الأيسر عبر صمام ثنائي الشرف ويضخ بعدها إلى باقي أعضاء الجسم عبر الشريان الأورطي.

## التكوين

### الجهاز القلبي الوعائي
المكونات الأساسية للنظام القلبي الوعائي البشري هي القلب والدم والأوعية الدموية. وهي تتضمن الدورة الدموية الرئوية، وهي«حلقة» عبر الرئتين حيث تتم أكسدة الدم. والدورة الدموية الجهازية، وهي «حلقة» عبر بقية الجسم لإمداده بالدم المؤكسد. ويمكن أيضا النظر إلى الدورة الدموية الجهازية باعتبار أنها تعمل في جزأين - وهما دورة كبرى ودورة صغرى. يمتلك البالغ العادي خمسة إلى ستة لترات (حوالي 4.7 إلى 5.7 لتر) من الدم، وهو ما يمثل حوالي 7٪ من إجمالي وزن الجسم. يتكون الدم من البلازما وخلايا الدم الحمراء وخلايا الدم البيضاء والصفائح الدموية. أيضا يعمل أيضا الجهاز الهضمي مع الجهاز الدوري لتوفير المواد الغذائية التي يحتاجها الجهاز للحفاظ على ضخ القلب.
أجهزة القلب والأوعية الدموية البشرية مغلقة، مما يعني أن الدم لا يترك أبدا شبكة الأوعية الدموية. في المقابل، ينتشر كلا من الأكسجين والمواد الغذائية عبر طبقات الأوعية الدموية ويدخلان في السائل الخلالي، الذي يحمل الأكسجين والمواد الغذائية إلى الخلايا المستهدفة، ويحمل ثاني أكسيد الكربون والفضلات في الاتجاه المعاكس. المكون الآخر من الجهاز الدوري، الجهاز اللمفاوي، يكون مفتوحا.

#### الشرايين
يدخل الدم المؤكسد الدورة الدموية الجهازية عند مغادرة البطين الأيسر، من خلال الصمام الأبهري شبه الدائري. الجزء الأول من الدورة الدموية الجهازية هو الشريان الأبهر/ الأورطي، وهو شريان ضخم وسميك الجدران. يتقوس الشريان الأبهر ويعطي الفروع التي تغذي الجزء العلوي من الجسم بعد مروره عبر فتحة الأبهر في الحجاب الحاجز عند مستوى الفقرة الصدرية العاشرة، ويدخل إلى البطن. بعد ذلك ينحدر لأسفل ويعطي الفروع إلى البطن والحوض والعِجان والأطراف السفلية. جدران الشريان الأبهر مرنة. تساعد هذه المرونة في الحفاظ على ضغط الدم في جميع أنحاء الجسم. عندما يتلقى الشريان الأبهر تقريبا خمسة لترات من الدم من القلب، فإنه يرتد وهو بذلك مسؤول عن ضغط الدم النابض. علاوة على ذلك، مع تفرع الشريان الأبهر إلى الشرايين الأصغر، فإن مرونتها تستمر في النقصان بينما تتزايد طواعيتها.

#### الشعيرات الدموية
تتفرع الشرايين إلى ممرات صغيرة تسمى شُرينات ثم إلى الشعيرات الدموية. تندمج الشعيرات الدموية لتوصيل الدم إلى النظام الوريدي.

#### الأوردة
بعد مرورها عبر أنسجة الجسم، تندمج الشعيرات الدموية مرة أخرى إلى الوُريدات (الأوردة الصغيرة)، والتي تستمر في الاندماج وصولا إلى الأوردة. ينقسم النظام الوريدي أخيرا إلى وريدين رئيسين: الوريد الأجوف العلوي (المسئول عن تصريف المناطق أعلى القلب ـ الحديث بشكل تقريبي ـ) والوريد الأجوف السفلي (هو المسئول ـ بشكل تقريبي ـ عن تصريف المناطق الواقعة أسفل القلب). يفرغ كل من هذين الوعائين الكبيرين في الأذين الأيمن للقلب.

#### الأوعية التاجية
يتم إمداد القلب نفسه بالأكسجين والمواد الغذائية من خلال «حلقة» صغيرة من الدورة الدموية الجهازية، ويستمد القليل جدا من الدم من داخل غرفه الأربع.

#### الأوردة البابية
القاعدة العامة هي أن الشرايين من القلب تتفرع في الخارج إلى الشعيرات الدموية، والتي تتجمع في الأوردة التي تعود إلى القلب مرة أخرى. الأوردة البابية هي استثناء طفيف لهذا. في البشر المثال الوحيد الهام هو الوريد البابي الكبدي الذي يتجمع من الشعيرات الدموية حول القناة الهضمية حيث يمتص الدم مختلف منتجات الهضم. وبدلا من العودة مباشرة إلى القلب، يتفرع الوريد البابي الكبدي إلى نظام شعريات دموية ثان في الكبد.

#### القلب
يضخ القلب الدم المؤكسد إلى الجسم والدم غير المؤكسد إلى الرئتين. يوجد في قلب الإنسان أذين واحد وبطين واحد لكل دورة، ومع كل من الدورتين الجهازية والرئوية يوجد أربع حجرات في المجموع: الأذين الأيسر والبطين الأيسر والأذين الأيمن والبطين الأيمن. الأذين الأيمن هو الغرفة العليا في الجانب الأيمن من القلب. يكون الدم العائد إلى الأذين الأيمن غير مؤكسد (شحيح الأكسجين) ويمر خلال البطين الأيمن ليتم ضخه من خلال الشريان الرئوي إلى الرئتين لإعادة الأكسدة وإزالة ثاني أكسيد الكربون. يتلقى الأذين الأيسر الدم المؤكسد الجديد من الرئتين بالإضافة إلى الوريد الرئوي والذي يمرِر إلى البطين الأيسر القوي ليتم ضخه عبر الشريان الأبهر إلى أعضاءالجسم المختلفة.
يوفر نظام الدورة الدموية التاجية إمداد الدم لعضلة القلب نفسها. تبدأ الدورة التاجية بالقرب من أصل الشريان الأبهر عن طريق شريانين تاجيين: الشريان التاجي الأيمن والشريان التاجي الأيسر. بعد تغذية عضلة القلب، يعود الدم عبر الأوردة التاجية إلى الجيب التاجي ومن هذا الأخير إلى الأذين الأيمن. يتم منع التدفق الرجعي للدم من خلال فتحته أثناء انقباض الأذين بواسطة صمام ثبيسيان. أصغر الأوردة القلبية تفرغ مباشرة إلى غرف القلب.

#### الرئتين

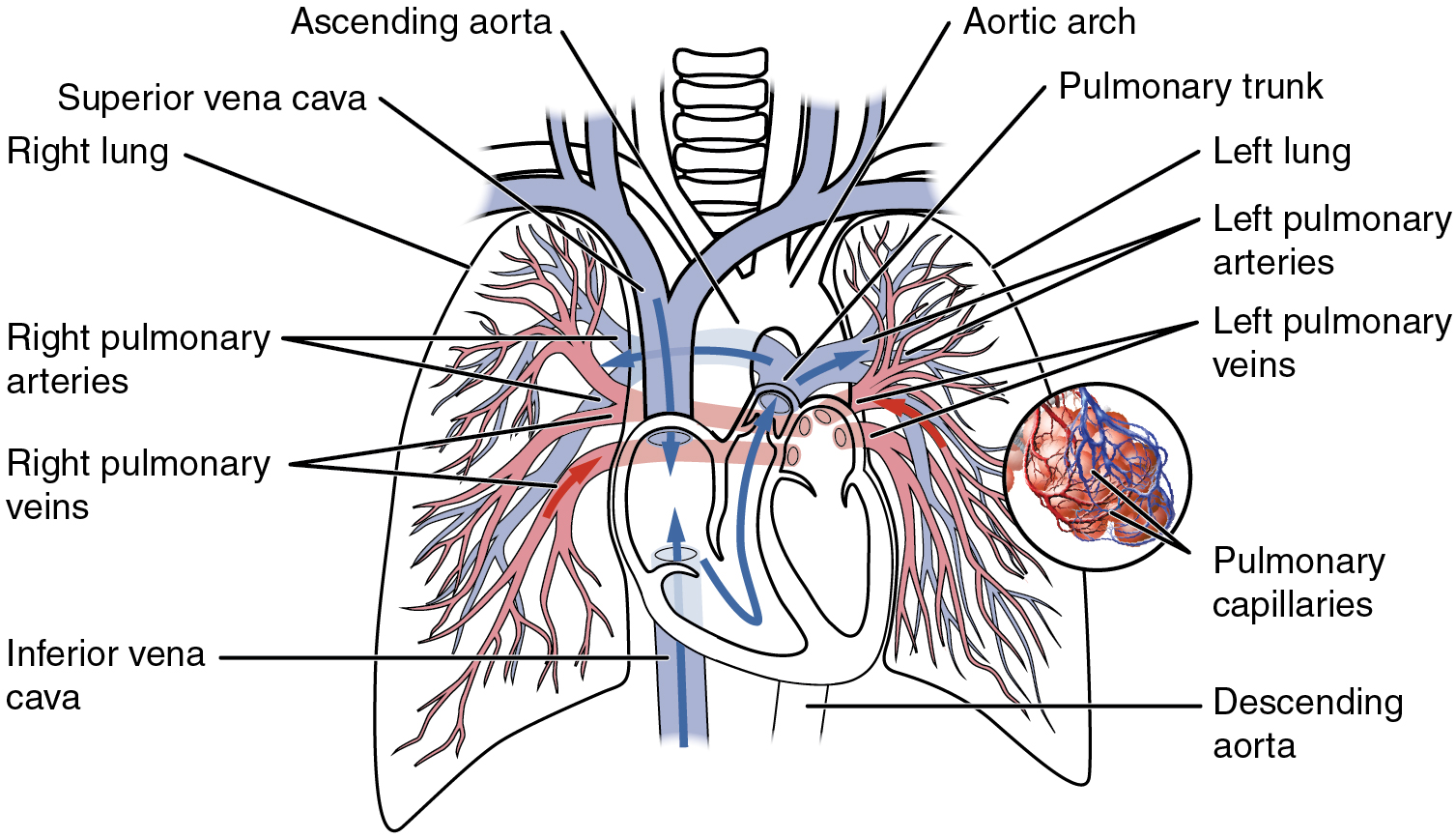
الدورة الرئوية عند مرورها من القلب. يظهر كل من الشريان الرئوي و شرايين الشعب الهوائية

الدورة الدموية للرئتين هي الجزء من نظام القلب والأوعية الدموية حيث يتم ضخ الدم المستنفَد الأكسجين بعيدًا عن القلب، خلال الشريان الرئوي، إلى الرئتين وإعادته مؤكسدا إلى القلب عبر الوريد الرئوي.
يدخل الدم شحيح الأكسجين من الوريد الأجوف العلوي والسفلي إلى الأذين الأيمن للقلب ويتدفق خلال الصمام ثلاثي الشرفات (الصمام الأذيني البطيني الأيمن) إلى البطين الأيمن، ومن ثم يتم ضخه من خلال الصمام شبه الدائري الرئوي إلى الشريان الرئوي إلى الرئتين. يحدث تبادل الغازات في الرئتين، حيث يتم إطلاق ثاني أكسيد الكربون من الدم، ويتم امتصاص الأكسجين. يُعيد الوريد الرئوي الدم الغني بالأكسجين حاليا إلى الأذين الأيسر.
يوجد نظام منفصل يعرف باسم دورة الشعب الهوائية، وهو يوفر الدم إلى نسيج مجاري الهواء الأكبر في الرئة.

#### الدورة الجهازية

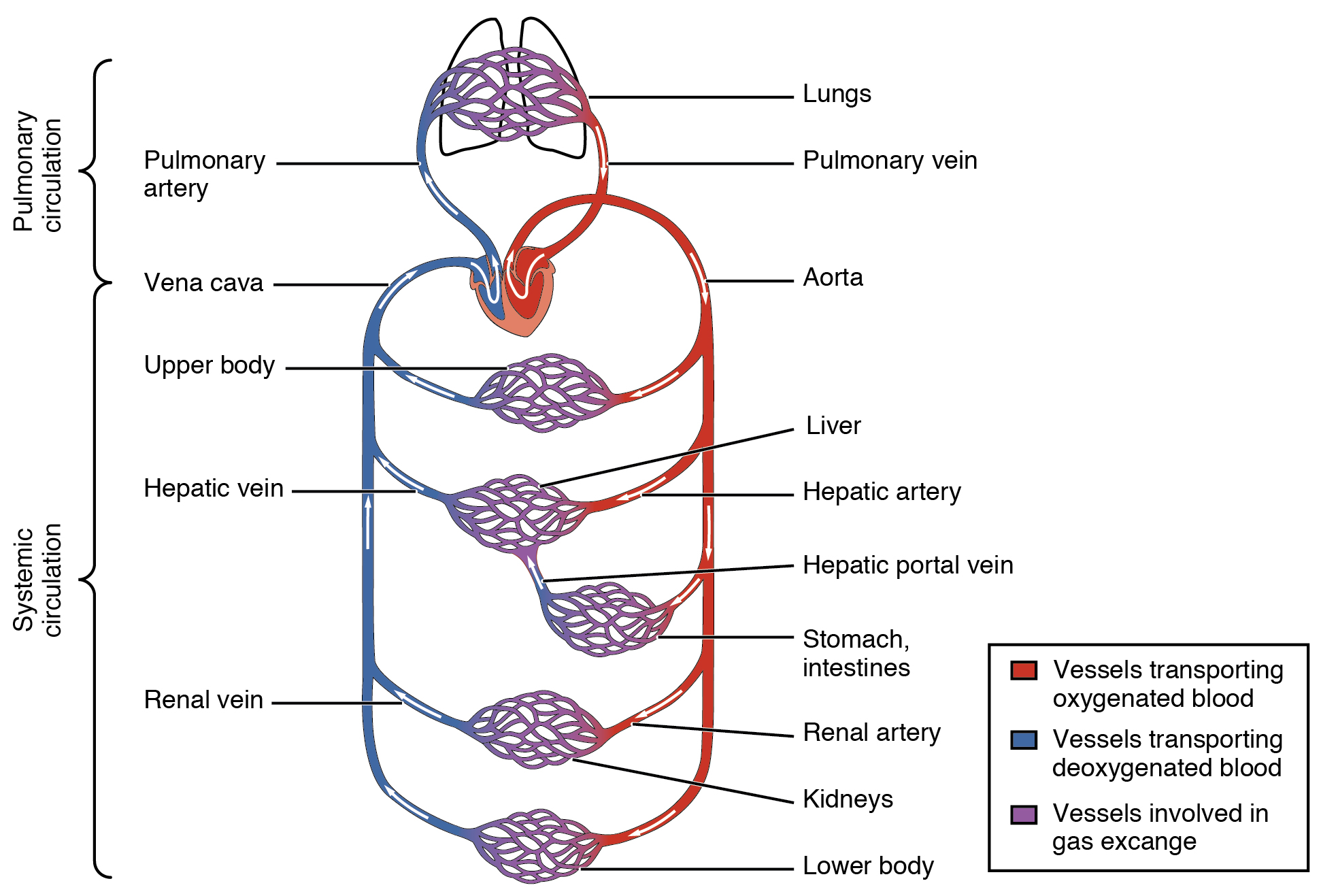
تظهر الدورة الجهازية وشبكة الشعيرات الدموية وكذلك منفصلة عن الدورة الرئوية

الدورة الدموية الجهازية هي الجزء من نظام القلب والأوعية الدموية الذي ينقل الدم المؤكسد بعيدا عن القلب عبر الشريان الأبهر من البطين الأيسر حيث تم سابقا إيداع الدم من الدورة الدموية الرئوية، إلى باقي أجزاء الجسم، وتعيد الدم المستنفد الأكسجين إلى القلب.

#### الدماغ
يمتلك الدماغ إمدادات دم مزدوجة تأتي من الشرايين عند الأمام والخلف. وتسمى هذه الدورة«الأمامية» و «الخلفية» على التوالي. تنشأ الدورة الأمامية من الشرايين السباتية الداخلية وتغذي الجزء الأمامي من الدماغ. تنشأ الدورة الخلفية من الشرايين الفقرية، وتغذي الجزء الخلفي من الدماغ وجذع الدماغ. ترتبط الدورتان من الأمام والخلف معاً (تتشابك) عند دائرة ويليس.

#### الكليتين
تتلقى الدورة الكلوية حوالي 20 ٪ من الخارج القلبي. إنها تتفرع من الشريان الأبهر البطني وتعيد الدم إلى الوريد الأجوف الصاعد. إنها إمداد الدم إلى الكليتين، وتحتوي على العديد من الأوعية الدموية المتخصصة.

#### الجهاز الليمفاوي
الجهاز الليمفاوي هو جزء من الجهاز الدوري. وهو عبارة عن شبكة من الأوعية الليمفاوية والشعيرات الليمفاوية والعقد اللميفاوية والأعضاء والأنسجة الليمفاوية والليمف المتداول. وتمثل إحدى أكبر وظائفه حمل السائل الليمفاوي وتصريفه وإعادته إلى القلب للعودة إلى الجهاز القلبي الوعائي، عن طريق تفريغه في القنوات الليمفاوية. تتمثل وظيفته الرئيسية الأخرى في نظام المناعة التكيفي.

## التطور
يبدأ تطور الجهاز الدوري بتكوُّن الأوعية في الجنين. يتطور جهازي الشرايين والأوردة البشرية من مناطق مختلفة في الجنين. يتطور نظام الشرايين بشكل رئيسي من الأقواس الأبهرية، وهي ستة أزواج من الأقواس التي تتطور في الجزء العلوي من الجنين. ينشأ النظام الوريدي من ثلاثة أوردة مزدوجة خلال الأسابيع 4 - 8 من التطور الجنيني. تبدأ الدورة الدموية لدى الجنين في غضون الأسبوع الثامن من التطور. لا تتضمن الدورة الدموية للجنين الرئتين، والتي يتم تجاوزها من خلال الجذع الشرياني. قبل الولادة، يحصل الجنين على الأكسجين (والمواد الغذائية) من الأم عبر المشيمة والحبل السري.

### الشرايين
ينشأ نظام الشرايين البشري من أقواس الأبهرية ومن الشريان الأبهر الظهري ابتداءً من الأسبوع الرابع من الحياة الجنينية. يضمحل كل من الشريانين الأبهرين الأول والثاني ويتشكل فقط الشرايين الفكية والشرايين السباتية على التوالي. ينشأ النظام الشرياني نفسه من الأقواس الأبهرية 3 و 4 و 6 (يضمحل القوس الأبهر رقم 5 تمامًا).
الشرايين الأبهرية الظهرية، الموجودة على الجانب الظهري للجنين، تكون في البداية على جانبي الجنين. إنها تتحد في وقت لاحق لتكون الأساس للأبهر نفسه. يتفرع ما يقرب من ثلاثين شريان أصغر من هذا في الخلف والجانبين. تشكل هذه الفروع الشرايين بين الضلوع، وشرايين الذراعين والساقين، والشرايين القطنية والشرايين العجزية الجانبية. الفروع على جانبي الشريان الأبهر ستشكل الشرايين النهائية الكلوية وفوق الكلوية وشرايين الغدة التناسلية. وأخيرا، تتكون فروع الجزء الأمامي من الشريان الأبهر من الشرايين المُحّية والشرايين السُرية. تُكون الشرايين المحية الشرايين المساريقية العلوية والسفلية للقناة الهضمية. بعد الولادة، ستشكل الشرايين السرّية الشرايين الحرقفية الداخلية.

### الأوردة
يتطور النظام الوريدي البشري بشكل رئيسي من الأوردة المُحّية والأوردة السريّة والأوردة الكاردية، وكلها تفرغ في الجيب الوريدي.

## الوظيفة

### الجهاز الدوري الدموي

رسم متحرك لدورة خلايا الدم الحمراء البشرية النموذجية في الدورة الدموية. تحدث هذه الرسوم المتحركة بمعدل أسرع (~ 20 ثانية من المتوسط) ويظهر تغيير في شكل خلايا الدم الحمراء عند دخولها الشعيرات الدموية، وكذلك الأشرطة التي يتغير لونها عند تناوب الخلية في حالات الأكسدة على مدار الدورة الدموية.

يتم دمج حوالي 98.5٪ من الأكسجين في الدم الشرياني في الإنسان السليم الذي ينفس الهواء عند ضغط مستوى البحر كيميائيًا مع جزيئات الهيموغلوبين. يذوب حوالي 1.5 ٪ جسديًا في سوائل الدم الأخرى وغير المرتبطة بالهيموجلوبين. يعتبر جزيء الهيموجلوبين هو الناقل الأولي للأكسجين في الثدييات والعديد من الأنواع الأخرى.

### الجهاز الليمفاوي
المقالة الرئيسية: جهاز لمفي

## الأهمية الطبية
تؤثر العديد من الأمراض على الدورة الدموية، ويشمل هذا أمراض القلب والأوعية الدموية، مما يؤثر على الجهاز القلبي الوعائي، والأمراض اللمفاوية التي يؤثر على الجهاز اللمفاوي. يتخصص أخصائيو القلب هم أخصائيون طبيون في القلب، بينما يتخصص الجراحون القلبية الصدريون في العمل على القلب والمناطق المحيطة به. يركز جراحو الأوعية الدموية على أجزاء أخرى من الجهاز الدوري.

### أمراض القلب والأوعية الدموية
تُسمى الأمراض التي تصيب الجهاز القلبي الوعائي بالأمراض القلبية الوعائية.
ويطلق على العديد من هذه الأمراض «أمراض نمط الحياة» لأنها تتطور مع مرور الوقت وترتبط بعادات مثل ممارسة التمارين الرياضية، والنظام الغذائي، والتدخين، وخيارات نُمط الحياة الأخرى التي يصنعها الشخص. يعتبر تصلب الشرايين مقدمة للعديد من هذه الأمراض. تتراكم لويحات عصبية صغيرة في جدران الشرايين المتوسطة والكبيرة. قد يؤدي هذا في نهاية المطاف إلى إغلاق الشرايين. تشمل عوامل الخطر الإصابة بمتلازمة الشريان التاجي الحادة، وهي أمراض تتميز بعجز مفاجئ في الدم المؤكسج لأنسجة القلب. يرتبط تصلب الشرايين أيضًا بمشاكل مثل أم الدم أو تقسيم جدار الشرايين.
ينطوي آخر أمراض القلب والأوعية الدموية الرئيسية على خلق جلطة، وتُسمى "خثرة. يمكن أن تنشأ هذه الجلطة في الأوردة أو الشرايين. يعتبر تجلط الدم الوريدي العميق، والذي يحدث غالبًا في الساقين، هو أحد أسباب الجلطات في أوردة الساقين، خاصةً عندما يكون الشخص ثابتًا لفترة طويلة. قد تنتقل هذه الجلطات، وهذا يعني الانتقال إلى مكان آخر في الجسم. قد تتضمن نتائج هذا الانصمام الرئوي، ونوبات نقص تروية عابرة، أو السكتة الدماغية.
قد تكون أمراض القلب والأوعية الدموية ذات طبيعة خلقية، مثل المرض القلبي الخلقي أو الدورة الدموية الدائمة للجنين، حيث لا تحدث تغيرات الدورة الدموية المفترض حدوثها بعد الولادة. لا ترتبط جميع التغييرات الخلقية في الجهاز الدوري بالأمراض، إذ يوجد عدد كبير من الاختلافات التشريحية.

### تحقيقات
يتم قياس وظيفة وصحة الجهاز الدوري وأجزائه بالعديد من الطرق المتنوعة اليدوية والأوتوماتيكية. وهي تتضمن الأساليب البسيطة مثل تلك التي تكون جزء من فحص جهاز القلب والأوعية الدموية، بما في ذلك أخذ نبض الشخص كمؤشر على معدل ضربات قلبه، وأخذ ضغط الدم عن طريق جهاز قياس ضغط الدم أو استخدام سماعة الطبيب للاستماع إلى القلب من أجل سماع اللغط الذي قد يشير إلى مشاكل في صمامات القلب. يمكن أيضًا استخدام مخطط كهربية القلب لتقييم طريقة توصيل الكهربية عبر القلب.
يمكن أيضا استخدام وسائل أخرى أكثر توغلا. قد تستخدم قنية (كانيولا) أو قثطرة وإدخالها في شريان لقياس ضغط النبض أو الضغوط الوتدية الرئوية. يمكن استخدام تصوير الأوعية، الذي يتضمن حقن صبغة في شريان لتوضيح الشجرة الشريانية، ويمكن استخدامها في القلب (تصوير الأوعية التاجية) أو الدماغ. في نفس الوقت الذي يتم فيه تصوير الشرايين، قد يتم الحصول على سدادات أو تضيقات من خلال إدخال الدعامات، ويمكن السيطرة على النزيف النشط من خلال إدخال ملفات. يمكن استخدام التصوير بالرنين المغناطيسي لتصوير الشرايين، ويسمى تصوير الأوعية الدموية بالرنين المغناطيسي. لتقييم إمداد الدم إلى الرئتين، يمكن استخدام تصوير الأوعية الدموية الرئوية المقطعية.
تتضمن الموجات فوق الصوتية الوعائية على سبيل المثال:
- الموجات فوق الصوتية داخل الأوعية
- التصوير بالموجات فوق الصوتية للجلطة الوريدية العميقة
- الموجات فوق الصوتية للقصور الوريدي المزمن في الساقين

### الجراحة
هناك عدد من العمليات الجراحية التي أجريت على الدورة الدموية:
- جراحة فتح مجرى جانبي للشريان التاجي
- الدعامة التاجية المستخدمة في رأب الأوعية
- جراحة الأوعية الدموية
- تقشير الوريد
- إجراءات تجميلية[11]

من الأرجح تنفيذ إجراءات القلب والأوعية الدموية في وضع المرضى في العيادات الداخلية أكثر من هؤلاء في وضع الرعاية الإسعافية (المرضى الخارجيين)؛ في الولايات المتحدة، تم تنفيذ 28 ٪ فقط من جراحات القلب والأوعية الدموية في إطار الرعاية المتنقلة.

## في الحيوانات الأخرى
بينما يمتلك البشر، وكذلك الفقاريات الأخرى، نظام قلبي وعائي مغلق (أي أن الدم لا يغادر أبدا شبكة الشرايين والأوردة والشعيرات الدموية)، فإن بعض مجموعات اللافقاريات لديها نظام قلبي وعائي مفتوح. أما الجهاز الليمفاوي، من ناحية أخرى، فهو نظام مفتوح يوفر مسارا ملحقا للسائل الخلالي الزائد ليعود إلى الدم.   تفتقد الحيوانات الأكثر بدائية، مزدوجة الطبقات أنظمة الدورة الدموية.
من المرجح أن نظام الأوعية الدموية ظهر لأول مرة في سلف لثنائيات التناظر منذ أكثر من 600 مليون سنة، متجاوزًا قيود المسافة الزمنية للانتشار، في حين تطور الغشاء المبطن في الفقاريات السالفة منذ حوالي 540-510 مليون سنة.

### الدورة الدموية المفتوحة
في المفصليات، يكون نظام الدورة الدموية المفتوحة عبارة عن نظام يقوم فيه السائل الموجود في تجويف يدعى الهيموكويل بإمداد الأعضاء مباشرة بالأكسجين والمواد الغذائية ولا يوجد تفرقة بين الدم والسائل الخلالي. يسمى هذا السائل المختلط باسم اللمف الدموي.  يمكن للحركة العضلية التي يقوم بها الحيوان أثناء الحركة أن تسهل حركة اللمف الدموي، ولكن انعكاس التدفق من منطقة إلى أخرى محدود. عندما يرتخي القلب، يتم سحب الدم إلى القلب من خلال المسام المفتوحة النهايات (الفوهات).
```
يملأ اللمف الدموي كل الهيموكويل الداخلي للجسم ويحيط بجميع الخلايا. يتكون اللمف الدموي من الماء والأملاح غير العضوية (معظمها من 
الصوديوم
  
والكلور
  
والبوتاسيوم
 
والمغنيسيوم
  
والكالسيوم
)، والمركبات العضوية (معظمها من 
الكربوهيدرات
 
والبروتينات
 
والدهون
). جزيء نقل الأكسجين الأساسي هو 
هيموسيانين
.
```

هناك خلايا عائمة حرة، وكريات دموية داخل اللمف الدموي. تلعب دورا في الجهاز المناعي للمفصليات.

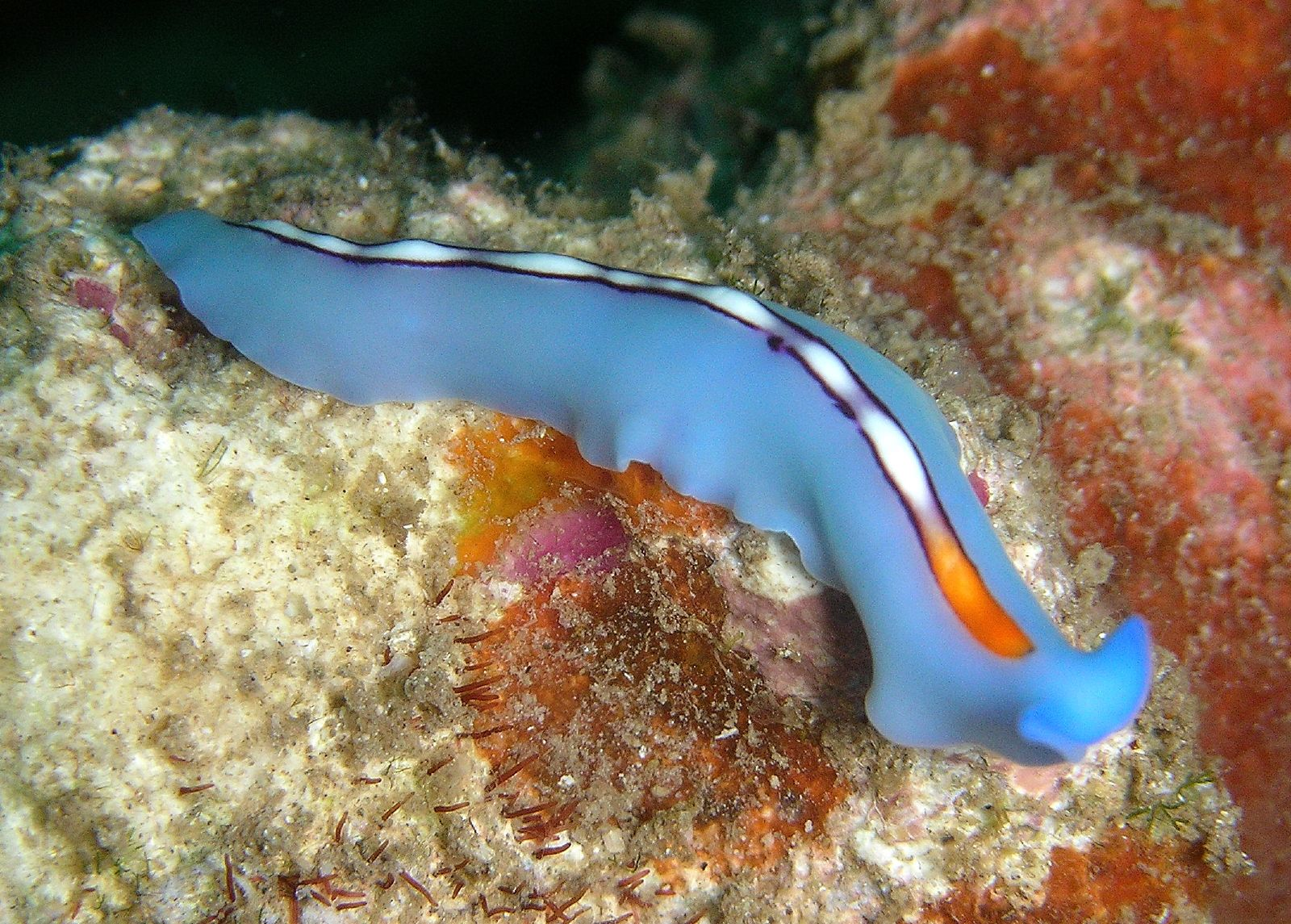
الديدان المفلطحة ، مثل "سودوسيروس بايفوركوس"، تفتقر إلى الأعضاء الدورية المتخصصة.

### الدورة الدموية المغلقة

قلب من غرفتين لسمكة

أنظمة الدورة الدموية مغلقة لجميع الفقاريات، وكذلك الديدان الحلقية (على سبيل المثال، ديدان الأرض) ورأسيات القدم (الحبار، والأخطبوطات وأشباهها)، تماما كما هو الحال في البشر. ولازالت أنظمة الأسماك والبرمائيات والزواحف والطيور تُظهر مراحل مختلفة من تطور الدورة الدموية.
في الأسماك، يحتوي النظام على دائرة واحدة فقط، حيث يتم ضخ الدم خلال الشعيرات الدموية للخياشيم ومنها إلى الشعيرات الدموية لأنسجة الجسم. وهذ ما يعرف باسم دورة الدائرة الواحدة. وعليه، فإن قلب الأسماك هو فقط مضخة واحدة (تتكون من غرفتين).
في البرمائيات ومعظم الزواحف، يوجد نظام دورة دموية مزدوج، ولكن القلب ليس دائما منفصل  بالكامل إلى مضختين. البرمائيات لديها قلب مكون من ثلاث غرف.
في الزواحف، الحاجز البطيني للقلب غير مكتمل، والشريان الرئوي مجهز بعضلة عاصرة. وهذا يسمح بطريق ثاني محتمل لتدفق الدم. بدلا من تدفق الدم  خلال الشريان الرئوي إلى الرئتين، قد تنقبض العضلة العاصرة لتحويل تدفق الدم خلال الحاجز البطيني غير المكتمل إلى البطين الأيسر والخروج من خلال الشريان الأبهر. وهذا يعني أن الدم يتدفق من الشعيرات الدموية إلى القلب وعائدا إلى الشعيرات الدموية بدلاً من الرئتين. هذه العملية مفيدة للحيوانات خارجيات الحرارة (ذوات الدم البارد) في تنظيم درجة حرارة أجسامهم.
تظهر لدى الطيور والثدييات والتمساحيات قلوبا منفصلة تماما إلى مضختين، بإجمالي أربع غرف للقلب؛ يُعتقد أن قلب الطيور والتمساحيات المكون من أربع غرف  قد تطور بشكل مستقل عن قلب الثدييات.

### غياب الدورة الدموية
تغيب أنظمة الدورة الدموية في بعض الحيوانات، بما في ذلك الديدان المسطحة. لا يحتوي تجويف أجسامها على بطانة أو سائل محاط به. بدلاً من ذلك، يؤدي البلعوم العضلي إلى نظام هضمي متفرع على نطاق واسع بشكل يسهل الانتشار المباشر للعناصر الغذائية لجميع الخلايا. كما يقلل شكل الجسم المسطح بالجزء السفلي البطني للديدان المسطحة من مسافة أي خلية من الجهاز الهضمي أو السطح الخارجي للكائن الحي. يمكن للأكسجين أن ينتشر من المياه المحيطة إلى الخلايا، ويمكن أن ينتشر ثاني أكسيد الكربون للخارج. وبالتالي، فإن كل خلية قادرة على الحصول على المواد الغذائية والمياه والأكسجين دون الحاجة إلى نظام نقل.
تمتلك بعض الحيوانات، مثل قنديل البحر، تفرعات أكثر اتساعًا من تجويفها الوعائي المعوي (الذي يعمل كمكان للهضم وشكل من أشكال الدورة الدموية)، يسمح هذا التفرع  لسوائل الجسم بالوصول إلى الطبقات الخارجية، حيث يبدأ الهضم في الطبقات الداخلية.

## التاريخ

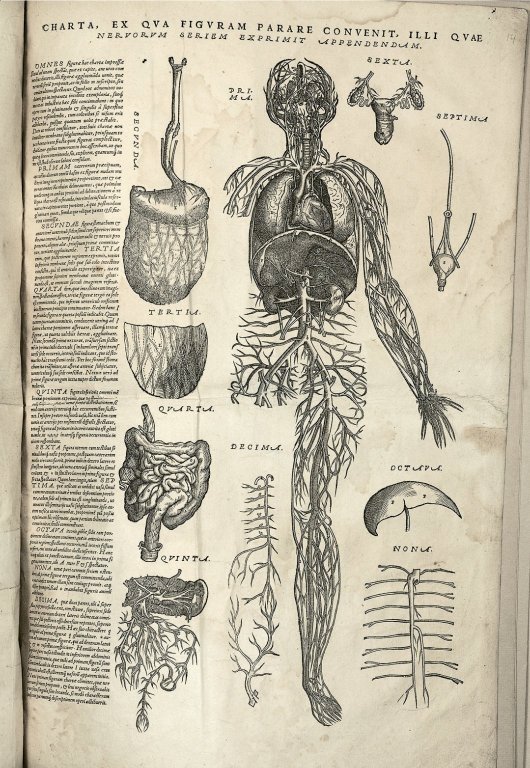
مخطط تشريحي الإنسان من الأوعية الدموية ، مع القلب والرئتين والكبد والكلى المدرجة. يتم ترقيم الأجهزة الأخرى وترتيبها حولها. قبل اقتطاع الأرقام الموجودة في هذه الصفحة ، يقترح فيزاليوس أن يقرأ القراء الصفحات على الرق ويعطي تعليمات حول كيفية تجميع القطع ولصق الرقم متعدد الطبقات على رسم "رجل العضلات" الأساسي. "الخلاصة".

تم العثور على أول كتابات معروفة في الجهاز الدوري في بردية إيبرس بالقرن السادس عشر قبل الميلاد، وهي بردية طبية مصرية قديمة تحتوي على أكثر من 700 وصفة طبية وعلاجية، جسدية وروحية، تم  ذكر اتصال القلب بالشرايين في البردية. اعتقد المصريون أن الهواء يدخل من خلال الفم إلى الرئتين والقلب. ومن القلب، يسافر الهواء إلى كل عضو من خلال الشرايين. وعلى الرغم من أن هذا المفهوم الخاص بنظام الدورة الدموية يعتبر صحيحًا بشكل جزئي فقط، إلا أنه يمثل واحدة من أقدم الحسابات الفكرية.
في القرن السادس قبل الميلاد، كان تداول السوائل الحيوية عبر الجسم معروفًا لدى أطباء الأيورفيدا وساسروتا في الهند القديمة. وكما يبدو أنهم كانوا يمتلكون معرفة بالشرايين، والتي وصفوها بـ «قنوات» من قبل دويفيدي ودويفيدي (2007). تم اكتشاف صمامات القلب بواسطة طبيب من مدرسة أبقراط في القرن الرابع قبل الميلاد. ومع ذلك لم يتم فهم وظيفتها بشكل صحيح إلا بعد ذلك. ولأن الدماء في الأوردة بعد الموت، تبدو الشرايين فارغة. افترض علماء التشريح القدماء أنهم كانوا مليئين بالهواء وأنهم كانوا لنقل الهواء.
ميز الطبيب اليوناني، هيروفيلس، الأوردة من الشرايين ولكنه اعتقد أن النبض كان من خصائص الشرايين نفسها. لاحظ عالم التشريح اليوناني إيراسيستراتوس أن الشرايين التي يتم قطعها أثناء الحياة تنزف. وأرجع هذه الحقيقة  إلى ظاهرة أن هروب الهواء من الشريان يتم استبداله بالدم الذي يدخل بواسطة أوعية صغيرة جدا بين الأوردة والشرايين. وهكذا يبدو أنه افترض وجود الشعيرات الدموية ولكن مع تدفق عكسي للدم.
في روما القرن الثاني الميلادي، عرف الطبيب اليوناني جالينوس أن الأوعية الدموية تحمل الدم، وحدد الدم الوريدي (الأحمر الداكن) والشرياني (الأفتح والأقل سماكة)، ولكل منهما وظائف منفصلة ومحددة. ينتج كل من النمو والطاقة من الدم الوريدي الذي نشأ في الكبد من الكيلوس «مستحلب الطعام المهضوم قبل امتصاصه»، بينما يعطى الدم الشرياني الحيوية من خلال احتوائه  على الهواء ومنشأه في القلب. تدفق الدم من كلا من عضوي تكوينه إلى جميع أجزاء الجسم حيث تم استهلاكه ولم تكن هناك عودة للدم إلى القلب أو الكبد. لم يضخ القلب الدم في الأنحاء، ولكن حركة القلب تسحب الدم أثناء الانبساط ويتحرك الدم عن طريق نبض الشرايين نفسها.
اعتقد جالينوس أن الدم الشرياني ينشأ عن طريق الدم الوريدي الذي يمر من البطين الأيسر إلى اليمين عن طريق المرور عبر «مسام» في الحاجز بين البطينين، وأن الهواء يمر من الرئتين عبر الشريان الرئوي إلى الجانب الأيسر من القلب. كما نشأ الدم الشرياني نشأت الأبخرة «القاتمة» ومُررت أيضا إلى الرئتين عن طريق الشريان الرئوي ليتم زفيرها.
في عام 1025، قبل "القانون في الطب" للطبيب الفارسي، ابن سينا  " بشكل خاطئ المفهوم اليوناني عن وجود ثقب في الحاجز البطيني الذي ينتقل من خلاله الدم بين البطينين". على الرغم من هذا، كتب ابن سينا "بشكل صحيح عن دورات القلب ووظيفة الصمام"، و "كان لديه رؤية عن الدورة الدموية" في أطروحته عن النبض. بينما كان ينقح أيضا نظرية جالينوس الخاطئة للنبض، قدم ابن سينا أول تفسير صحيح للنبض: "كل نبضة من النبضات تضم حركتين و توَقُفين. وبناء عليه، انبساط: وقفة: انقباض: وقفة. [...] النبض هو حركة في القلب والشرايين، والتي تأخذ شكل الانبساط والانقباض بشكل تبادلي.
في عام 1242، أصبح الطبيب العربي، ابن النفيس، أول شخص يصف بدقة عملية الدورة الدموية الرئوية، من أجل ذلك يعتبر في بعض الأحيان والد فيزيولوجيا الدورة الدموية. أورد ابن النفيس في تعليقه على التشريح في قانون ابن سينا :
«... يجب أن يصل الدم من الغرفة اليمنى للقلب إلى الغرفة اليسرى ولكن لا يوجد طريق مباشر بينهما. الحاجز السميك للقلب غير مخترق وليس له مسام واضحة كما يعتقد بعض الناس أو مسام غير مرئية كما اعتقد جالينوس، يجب أن يتدفق الدم من الغرفة اليمنى من خلال الشريان الوريدي (الشريان الرئوي) إلى الرئتين ، وينتشر خلال نسيجهما، ويختلط هناك مع الهواء، ويمر عبر الشرايين الوريدية (الوريد الرئوي) للوصول إلى الغرفة اليسرى من القلب وهناك تتشكل الروح الحية ...»
بالإضافة إلى ذلك ، كان لدى ابن النفيس بصيرة حول ما يمكن أن يصبح نظرية أكبر للدورة الدموية في الشعيرات. وذكر أنه «يجب أن تكون هناك اتصالات صغيرة أو مسام  (منافذ باللغة العربية) بين الشريان والوريد الرئوي»، وهو توقع سبق اكتشاف النظام الشعريات الدموية بأكثر من 400 عام. غير أن نظرية ابن النفيس كانت مقتصرة على نقل الدم في الرئتين ولم تمتد إلى الجسم كله.
كان مايكل سيرفيتوس هو أول أوروبي يصف وظيفة الدورة الرئوية، على الرغم من أنه لم يتم الاعتراف بإنجازه على نطاق واسع في ذلك الوقت، وذلك لبعض الأسباب. وصفه لأول مرة في «مخطوطة باريس»(قرابة 1546)، لكن هذا العمل لم ينشر أبدًا. وفي وقت لاحق نشر هذا الوصف، ولكن في البحث اللاهوتي، كريستيسماني ريستيتوتيو، وليس في كتاب عن الطب.  نجت ثلاثة نسخ فقط من الكتاب، لكن بقيت هذه الكتب مختفية لعقود، وأحرقت البقية بعد وقت قصير من نشرها في عام 1553 بسبب اضطهاد السلطات الدينية لسيرفيتوس.
كان هناك اكتشاف معروف بصورة أفضل للدورة الرئوية على يد خليفة فيساليوس ، ريالدو كولومبو في عام 1559.
أخيرًا، قام ويليام هارفي ، تلميذ  هيرونيموس فبريسوس (الذي وصف في وقت سابق صمامات الأوردة بدون التعرف على وظيفتها)، بإجراء سلسلة من التجارب، ونشر " رسالة في تشريح القلب فالدم " في أنايمالبوس عام 1628، والتي "أثبتت كان لابد من وجود علاقة مباشرة بين النظام الوريدي والشرياني في جميع أنحاء الجسم، وليس فقط الرئتين، والأهم من ذلك، جداله حول أن نبض القلب ينتج دوران مستمر للدم خلال اتصالات دقيقة في أطراف الجسم. هذه قفزة اصطلاحية مختلفة تمامًا عن تنقيح ابن النفيس لتشريح وتدفق الدم في القلب والرئتين. هذا العمل، مع شرحه الصحيح بشكل أساسي، أقنع العالم الطبي على مهل. ومع ذلك، لم يتمكن هارفي من تعريف نظام الشعريات الدموية الذي يربط الشرايين والأوردة. هذا ما تم اكتشافه في وقت لاحق على يد مارسيلو مالبيجي في عام 1661.
في عام 1956، حصل أندريه فريدريك كورناند، و ورنر فورسمان وديكنسون دبليو ريتشاردز على جائزة نوبل في الطب «لاكتشافاتهم المتعلقة بقسطرة القلب والتغيرات المرضية في الدورة الدموية». في محاضرة نوبل، اعترف فورسمان بهارفي على أنه والد أمراض القلب  بنشره لكتابه في عام 1628.
في سبعينيات القرن العشرين، طورت ديانا ماك شيري أنظمة حاسوبية لإنشاء صور للجهاز الدوري والقلب دون الحاجة لإجراء عملية جراحية.